# 가쿠역 (오이타현)
가쿠역(일본어: 賀来駅)은 일본 오이타현 오이타시에 위치한 규슈 여객철도 규다이 본선의 철도역이다. 단선 승강장 1면 1선의 구조를 갖춘 지상역이다.

## 이용 현황
| 승차 인원 추이 | 승차 인원 추이    |
| 연도           | 1일 평균 이용객수 |
| -------------- | ----------------- |
| 2000           | 373               |
| 2001           | 366               |
| 2002           | 345               |
| 2003           | 346               |
| 2004           | 376               |
| 2005           | 384               |
| 2006           | 402               |
| 2007           | 423               |
| 2008           | 430               |
| 2009           | 423               |
| 2010           | 477               |
| 2011           | 467               |

## 역 주변
- 가쿠 공원
- 가쿠 진자
- 오이타 현 자동차 학교
- 이온 가쿠 쇼핑센터
- 오이타 대학 하치마 캠퍼스

## 역사
- 1915년 10월 30일 : 다이토 철도의 역으로서 개업.
- 1922년 12월 1일 : 다이토 철도의 국유화에 수반해, 일본 철도성의 역이 된다.
- 1987년 4월 1일 : 일본국유철도 분할 민영화에 의해, 규슈 여객철도가 승계.
- 2012년 12월 1일 : IC카드 SUGOCA의 사용을 개시.

## 인접 역
| 규다이 본선            | 규다이 본선   | 규다이 본선              |
| ---------------------- | ------------- | ------------------------ |
| 분고코쿠부 구루메 방면 | ■ 규다이 본선 | 미나미오이타 오이타 방면 |